# Kriseninitiative
Als Kriseninitiative wurde im zeitgenössischen Politjargon die Eidgenössische Volksinitiative zur Bekämpfung der Wirtschaftskrise, die 1934 vom Aktionskomitee zur Bekämpfung der Wirtschaftskrise lanciert wurde, bezeichnet. Die Initiative scheiterte am 2. Juni 1935 in der Volksabstimmung.

## Auswirkungen der Weltwirtschaftskrise auf die Schweiz
Die Weltwirtschaftskrise begann sich 1930 auf die schweizerische Volkswirtschaft auszuwirken. Zuerst nahmen die Exporte ab und sanken im Herbst 1931 nach der Abwertung des britischen Pfunds bis Mitte 1932 auf einen Tiefpunkt, rund 55 % unter dem Wert von 1929. Auf die Binnenwirtschaft schlug die Krise wegen der anhaltenden Baukonjunktur erst verzögert durch. Die Arbeitslosenzahlen stiegen jedoch als Folge der Krise der Exportindustrie 1933 im Schnitt auf rund 68'000. Auch die Landwirtschaft wurde von der Krise hart getroffen. So sank zwischen 1928 und 1934 der Reinertrag pro Hektare von 228 Fr. auf 81 Fr. Der durchschnittliche Verdienst pro Arbeitstag sank im selben Zeitraum von 5,1 Fr. auf 0,9 Fr. und auch der Ertrag auf Aktien und Vermögen verminderte sich merklich.
Nachdem sich die Binnenwirtschaft als Folge der Exportkrise ebenfalls abkühlte, stieg die Zahl der Arbeitslosen 1936 auf rund 94'200 Personen, zeitweise erreichte die Arbeitslosenquote rund 10 % (1928: 8380; 1930: 12'881; 1932: 54'366; 1933: 67'867; 1935: 82'468). Das nominelle Volkseinkommen sank auf einen Tiefpunkt mit 7,7 Mia. Fr., während es 1930 noch 9,7 Mia. Fr. betragen hatte. Erst die Abwertung des Schweizer Frankens 1936 leitete gemeinsam mit Clearingabkommen und der anlaufenden militärischen Aufrüstung eine Trendwende ein. Allerdings wurden noch 1939 rund 40'000 Arbeitslose gezählt und das Volkseinkommen hatte sich auch erst wieder auf 8,64 Mia. Fr. erholt. Erst der Beschäftigungsaufschwung während des Krieges brachte die definitive Erholung der Schweizer Wirtschaft.

## Politische Reaktionen auf die Wirtschaftskrise
Die beiden Hauptprobleme, die sich der Politik stellten, waren die steigenden Arbeitslosenzahlen und die zahlreichen Bankenzusammenbrüche, vor allem derjenige der Schweizerischen Volksbank. Von der Arbeitslosigkeit besonders betroffen war die exportorientierte Industrie. Da die Arbeitslosenkassen zu dieser Zeit nur während weniger Monate Entschädigungen bezahlten, musste die öffentliche Fürsorge eingreifen, was eine steigende Belastung für den Haushalt der Gemeinden und des Bundes bedeutete. Gleichzeitig brachen die Steuereinnahmen ein und die Staatsbetriebe gerieten ebenfalls in eine missliche Finanzlage.
Da die Bundesverfassung für einen solchen Krisenfall keine wirksamen Instrumente zur Verfügung stellte, musste der Bundesrat durch Ausnahmeverordnungen gestützt auf Dringlichkeit vorgehen. Die Bundesversammlung ermächtigte den Bundesrat am 23. Dezember 1931, Massnahmen «zum Schutz der nationalen Produktion» zu ergreifen. Dieser nutzte diese Vollmachten, um die Einfuhr zu kontingentieren und durch Sparmassnahmen den Bundeshaushalt auszugleichen. 1933 wurden die Gehälter des Bundespersonals und laufende Subventionen gekürzt und neu eine indirekte und direkte Bundessteuer erhoben. Daneben wurde die Aufwertung des Schweizer Frankens gegenüber dem amerikanischen Dollar und dem britischen Pfund als deflationäre Massnahme in Kauf genommen und sogar politisch als notwendige Anpassung verteidigt. Zeitgenossen sprachen angesichts dieser ausserordentlichen Krisenmassnahmen kritisch von einer «Krise des Rechts».
Gegen diese als unzusammenhängende und auf passive Massnahmen beschränkte bundesrätliche Wirtschaftspolitik erwuchs breiter politischer Widerstand. Während die Kommunistische Partei der Schweiz und Teile der Sozialdemokratie die Einführung der staatlichen Planwirtschaft und eine Verstaatlichung der Banken für die richtigere Krisenpolitik hielten, verlangten Gewerkschafter und links-liberale Kräfte eine aktive Krisenbekämpfung durch Konjunkturpakete und Kaufkraftverbesserung. Als Vorbild dazu diente die amerikanische Wirtschaftspolitik des New Deal und die wirtschaftstheoretischen Ansätze des britischen Ökonomen John Maynard Keynes. In Konkurrenz zum sozialdemokratischen Plan der Arbeit, der auf dem De-Man-Plan aufbaute, lancierte 1934 der Schweizerische Gewerkschaftsbund (SGB) mit Unterstützung weiterer Arbeitnehmerorganisationen und der Jungbauernbewegung die sogenannte Kriseninitiative, um den Bundesrat zu einer aktiven Krisenbekämpfung zu zwingen. Die Katholisch-Konservative Partei wie auch die Fronten verlangten dagegen eine autoritäre Umformung des Staates, um diktatorische Massnahmen zur Krisenbekämpfung durchzusetzen, wie dies im faschistischen Italien oder im nationalsozialistischen Deutschland nach 1933 geschehen war.
Im Bundesrat wurden die zwei Lager durch Edmund Schulthess, Vorsteher des Eidgenössischen Volkswirtschaftsdepartements, und Jean-Marie Musy, Vorsteher des Eidgenössischen Finanz- und Zolldepartements, vertreten. Während ersterer den Anliegen der Bauernbewegung und der Gewerkschaften entgegenkommen wollte und den Gedanken einer aktiven Sozialpolitik vertrat, forderte letzterer energische Sparmassnahmen, um den Bundeshaushalt auszugleichen. Beide scheiterten jedoch mit ihren Plänen: 1931 wurde die von Schulthess betriebene Schaffung einer Alters- und Hinterbliebenenversicherung vom Volk verworfen, 1933 ebenso die von Musy verlangte Senkung der Gehälter des Bundespersonals.

## Initiativkomitee
Das Initiativkomitee bildete sich im Mai 1934 als «Aktionskomitee zur Bekämpfung der Wirtschaftskrise» aus Vertretern einer Reihe von politischen Organisationen:
- Schweizerischer Gewerkschaftsbund (SGB)
- Föderativverband Personal öffentlicher Verwaltungen und Betriebe
- Nationale Aktionsgemeinschaft (Verbände der Angestellten und Beamten)
- Schweizerische Bauernheimatbewegung

## Inhalt der Initiative
Die Bundesverfassung von 1874 sollte gemäss der Initiative mit folgendem Text ergänzt werden:
1. Der Bund trifft umfassende Massnahmen zur Bekämpfung der Wirtschaftskrise und ihrer Folgen. Diese Massnahmen haben zum Ziel, die Sicherung einer ausreichenden Existenz für alle Schweizer Bürger.
2. Der Bund sorgt zu diesem Zweck für:
a) Gewährung eines Lohn- und Preisschutzes zur Sicherung eines genügenden Arbeitseinkommens;
b) Erhaltung der Konsumkraft des Volkes durch Bekämpfung des allg. Abbaues der Löhne der landw. und gewerbl. Produktenpreise;
c) planmässige Beschaffung von Arbeit und zweckmässige Ordnung des Arbeitsnachweises;
d) Erhaltung tüchtiger Bauern- und Pächterfamilien auf ihren Heimwesen durch Entlastung überschuldeter Betriebe und durch Erleichterung des Zinsendienstes;
e) Entlastung unverschuldet in Not geratener Betriebe im Gewerbe;
f) Gewährleistung einer ausreichenden Arbeitslosenversicherung und Krisenhilfe;
g) Ausnützung der Kaufkraft und der Kapitalkraft des Landes zur Förderung des industr. und landw. Exportes sowie des Fremdenverkehrs;
h) Regulierung des Kapitalmarktes und Kontrolle des Kapitalexportes;
i) Kontrolle der Kartelle und Trusts.
3. Der Bund kann zur Erfüllung dieser Aufgaben die Kantone und Wirtschaftsverbände heranziehen.
Die Initiative wurde von 334'699 Stimmberechtigten unterzeichnet.
Die Initianten planten im Wesentlichen, durch die Stützung der Einkommen im Inland die Nachfrage zu stimulieren und dadurch den Wegfall der Exporteinnahmen auszugleichen. Aus diesem Grund sollte der Bund weiteren Lohnsenkungen und dem Einbruch der Preise entgegentreten. Durch planmässige öffentliche Investitionen sollten Arbeitsplätze geschaffen werden, wodurch auch die Ausgaben der Arbeitslosenversicherung gesunken wären. Den verbleibenden Arbeitslosen sollte ein ausreichendes Einkommen garantiert werden, um den Konsum anzukurbeln. 
Im Bereich der Aussenwirtschaft war geplant, die Importe zunehmend dort zu beziehen, wo gleichzeitig Exporte abgesetzt werden konnten. Ausserdem sollte der Kapitalverkehr dahingehend kontrolliert werden, dass nicht übermässig Kapital aus der Schweiz abfloss. Grosse Unternehmen und Monopole sollten in Zukunft staatlich kontrolliert werden, um Kapitalverkehr und Preispolitik in den Dienst der Binnenwirtschaft zu stellen.
Zur Finanzierung dieser Massnahmen waren im Prinzip keine neuen Steuern geplant, obwohl die Ausgaben zwangsläufig kurzfristig steigen mussten. Da von einer antizyklischen Budgetpolitik des Bundes ausgegangen wurde, wären die entstehenden Schulden in einer künftigen Phase des Aufschwunges auszugleichen gewesen.

## Abstimmungskampf

Abstimmungsplakat der Gegner der Kriseninitiative, gestaltet von Charles L’Eplattenier

Die bürgerlichen Parteien und der Bundesrat wandten sich entschieden gegen die «sozialistische» Kriseninitiative. Auch die Kommunisten und Teile der SPS lehnten die Vorlage ab, da sie ihnen nicht weit genug ging. Die bürgerlichen Parteien beschuldigten die Initianten, die Kriseninitiative sei eine gross angelegte Offensive für die Durchbruchsschlacht zum Sozialismus. Die Initianten propagierten die Initiative durch die sogenannte «Front der Arbeit» und die Zeitung «Die Nation», wobei Gegner in fast schon faschistischer Manier als «Volksfeinde» etikettiert wurden. Bürgerliche Kreise begannen einen heftig geführten Abwehrkampf gegen die Initiative, in dessen Verlauf sogar Bankkunden beim Schalterverkehr auf die Gefahren der Initiative hingewiesen wurden. Der zentrale Vorwurf im Abstimmungskampf war, dass die Kriseninitiative der erste Schritt hin zur Einführung der sozialistischen Diktatur sei und dass das Recht auf Eigentum und die Wirtschaftsfreiheit in Gefahr seien.
Beide Seiten operierten mit einer Flut von Plakaten, Flugblättern und Zeitungsartikeln in der jeweiligen Parteipresse. Der Abstimmungkampf erreichte eine für schweizerische Verhältnisse ungewohnte Schärfe. Der Kampf um die Kriseninitiative wurde viel intensiver geführt als später der Kampf um die Fronteninitiative und erreichte auch eine deutlich höhere Stimmbeteiligung.

## Abstimmungsresultat
Die Stimmbeteiligung war mit 84,4 % an der Abstimmung vom 2. Juni 1935 vergleichsweise hoch. 425'242 Stimmbürger (42,8 %) nahmen die Initiative an, während 567'425 (57,2 %) sie verwarfen. Das Volksmehr wurde also klar verfehlt. Auch das nötige Ständemehr wurde mit vier annehmenden gegen 18 ablehnende Kantone deutlich nicht erreicht.

## Folgen
Trotz ihres Scheiterns brachte die Kriseninitiative die Parteien links der Mitte enger zusammen und legte den Grundstein für die Richtlinienbewegung, die eine Sammlung dieser Gruppierungen und die Schaffung einer neuen demokratischen Mehrheit links der Mitte zum Ziel hatte. Andererseits legte die Einigung der Arbeitnehmer- und Arbeitgeberorganisationen in der Metall- und Uhrenindustrie 1937 den Grundstein für einen Burgfrieden und die auf der politischen Konkordanz beruhende Sozialpolitik der Schweiz nach dem Zweiten Weltkrieg.